# Ružovke
Ružovke (Ruževke, ružatice, ružače, ruže; lat. Rosaceae), najvažnija porodica u redu ružolikih, razred Magnoliopsida, po nekima Rosopsida. Ime je dobila po najvažnijem rodu Rosa (ruže). Podijeljena je na 3 potporodice: Rosoideae, Dryadoideae, Spiraeoideae. Svi rodovi prethodno dodijeljeni u Amygdaloideae i Maloideae uključeni su u Spiraeoideae. Tri nadtribusa, jedan u Rosoideae i dva u Spiraeoideae također su priznata.
Porodica obuhvaća 4.828 vrsta u 104 roda, zeljastih biljaka, grmova i drveća s uglavnom jestivim plodovima, a najpoznatiji predstavnici su Malus (jabuka), Pyrus (kruška), Prunus (šljive, trešnje, bademi, marelice), Rubus (maline, kupine) i Fragaria (jagoda) .
Porodica je raširena po cijelom svijetu, osim po Arktiku. Cvjetovi su radijalno simetrični s pet zasebnih latica

## Opis
Rosaceae, porodica ruža cvjetnica (red Rosales), sastavljena od oko 2500 vrsta u više od 90 rodova. Porodica se primarno nalazi u sjevernom umjerenom pojasu i javlja se u velikom broju različitih staništa. Brojne su vrste od gospodarske važnosti kao prehrambene kulture, uključujući jabuke, bademe, trešnje, kruške, maline i jagode; neke, poput ruže, uzgajaju se kao ukrasne biljke.
Pripadnici Rosaceae općenito su drvenaste biljke, uglavnom grmovi ili mala do srednje velika stabla, od kojih su neka oboružana trnjem, ili bodljama kako bi se obeshrabrili biljojedi. Rod Rubus (npr. kupine i maline) uglavnom sadrži lučne grmove ili grmove nepravilnog, često zapetljanog izgleda. Zeljaste trajnice nalazimo u nekoliko rodova, od kojih su najpoznatiji jagoda (Fragaria), petoprst (Potentilla), blaženak (Geum) i suručka (Aruncus). Većina vrsta u porodici ima naizmjenično lišće, a male lisnate strukture koje se nazivaju stipule rutinski su prisutne na dnu lisnih peteljki.
Dvospolni cvjetovi variraju od malih do velikih i kreću se od bijele do raznih nijansi žute, ružičaste, narančaste, boje lavande ili crvene. Tipično plosnati ili plitko čašičasti, cvjetovi su radijalno simetrični i imaju pet ili četiri cvjetna dijela. Čašični listići i latice su gotovo uvijek slobodni jedan od drugoga, a mnoge vrste nose karakterističan hipantij ili cvjetnu čašicu, iz čijeg ruba izviru čašični listići, latice i prašnici. Hipantij je često obložen tkivom koje proizvodi nektar. Većina vrsta oprašuje se kukcima i daju različite plodove. Zapravo, porodica je podijeljena u četiri potporodice prvenstveno na temelju plodova: Spiraeoideae (potporodica Spiraea, danas tribus Spiraeeae), s folikulima (suhi plodovi koji se otvaraju s jedne strane); Rosoideae (potporodica ruža), s ahenijem (suhi plodovi koji se ne otvaraju) ili, u Rubus, koštunice (mesnato koštuničavo voće); Amygdaloideae (potporodica šljiva), s koštunicama

## Potporodice
1. subfamilia Amygdaloideae Arnott
2. subfamilia Dryadoideae Juel
3. subfamilia Rosoideae Arnott

## Rodovi
1. Acaena Mutis ex L., acena
2. Adenostoma Hook. & Arn., adenostoma
3. Agrimonia L., turica
4. Alchemilla L., vrkuta, gospin plašt
5. Amelanchier Medik., merala, krušvica
6. ×Amelasorbus Rehder
7. Aremonia Neck. ex Nestl., pavlovac
8. Argentina Hill
9. Aria (Pers.) J.Jacq. ex Host
10. Aronia Medik., aronija
11. Aruncus L., suručka
12. Bencomia Webb & Berthel.
13. Borkhausenia Sennikov & Kurtto
14. ×Cerasolouiseania E.N.Lomakin & Juschev
15. Cercocarpus Kunth, cerkokarpus
16. Chaenomeles Lindl., dunjarica
17. Chamaebatia Benth., hamebacija
18. Chamaebatiaria (Porter ex W.H.Brewer & S.Watson) Maxim.,  hamebatiarija
19. Chamaecallis Smedmark
20. Chamaemeles Lindl.
21. Chamaemespilus Medik.
22. Chamaerhodos Bunge
23. Chloromeles (Decne.) Decne.
24. Cliffortia L.
25. Coleogyne Torr.
26. Coluria R.Br., kolurija
27. Comarum L.
28. Cormus Spach
29. Cotoneaster Medik., mušmulica, dunjarica
30. Cowania D.Don ex Tilloch & Taylor
31. Crataegus L.,  glog
32. ×Crataemespilus E.G.Camus, kratemespilus
33. Cydonia Mill., dunja
34. Dasiphora Raf.
35. Dichotomanthes Kurz
36. Docynia Decne.
37. Dryas L., drijas, osinica
38. Drymocallis Fourr. ex Rydb.
39. Eriobotrya Lindl., mušmula
40. Eriolobus (Ser.) M.Roem.
41. Exochorda Lindl., eksohorda
42. Fallugia Endl., falugija
43. Farinopsis Chrtek & Soják
44. Filipendula Mill.
45. Fragaria L.,  jagoda
46. Geum L., blaženak
47. Gillenia Moench, gilenija
48. Hagenia J.F.Gmel., hagenija
49. Hedlundia Sennikov & Kurtto
50. Hesperomeles Lindl.
51. Heteromeles M.Roem.
52. Holodiscus (K.Koch) Maxim., holodiskus
53. Kageneckia Ruiz & Pav.
54. Karpatiosorbus Sennikov & Kurtto
55. Kelseya (S.Watson) Rydb., kelseja
56. Kerria DC.,  kerija
57. Leucosidea Eckl. & Zeyh.
58. Lindleya Kunth
59. Luetkea Bong., lutkeja
60. Lyonothamnus A.Gray, lijonotamnus
61. Macromeles Koidz.
62. Majovskya Sennikov & Kurtto
63. Malacomeles (Decne.) Decne.
64. Malus Mill., jabuka
65. Marcetella Svent.
66. ×Margyracaena Bitter
67. Margyricarpus Ruiz & Pav., margirikarpus
68. Micromeles Decne.
69. Neillia D.Don, nejlija
70. Neviusia A.Gray, nevijuzija
71. Normeyera Sennikov & Kurtto
72. Novosieversia F.Bolle
73. Oemleria Rchb.
74. Osteomeles Lindl., ostejomeles
75. Pentactina Nakai
76. Peraphyllum Nutt.,  perafilum, ‘pješčana kruška’
77. Petrophytum (Nutt.) Rydb., petrofitum
78. Photinia Lindl.,  focinija, ‘sjajna mušmula’
79. Physocarpus (Cambess.) Raf., mjehurasta suručica
80. Pleiosepalum Hand.-Mazz.
81. Pleiosorbus L.H.Zhou & C.Y.Wu
82. Polylepis Ruiz & Pav.
83. Potaninia Maxim.
84. Potentilla L.,  petoprst
85. Pourthiaea Decne.
86. Prinsepia Royle, prinsepija
87. Prunus L., šljiva
88. Pseudocydonia (C.K.Schneid.) C.K.Schneid.
89. Purshia DC. ex Poir., puršija
90. Pyracantha M.Roem., glogovac, vatreni trn, pirakanta
91. ×Pyraria A.Chev.
92. ×Pyronia H.J.Veitch ex Trab.
93. Pyrus L., kruška
94. Rhaphiolepis Lindl.,  rafijolepis
95. Rhodotypos Siebold & Zucc.,  rodotip, sjajna kerija
96. Rosa L., ruža
97. Rubus L., malina, kupina
98. Sanguisorba L., krvara
99. Sarcopoterium Spach, sarkopoterijum
100. Sibbaldia L., žutak
101. Sibbaldianthe Juz.
102. Sibbaldiopsis Rydb.
103. Sibiraea Maxim.,  sibireja
104. Sieversia Willd.
105. Sorbaria (Ser.) A.Braun,  sorbarija
106. ×Sorbaronia C.K.Schneid.
107. ×Sorbocotoneaster Pojark.
108. ×Sorbomeles Sennikov & Kurtto
109. ×Sorbopyrus C.K.Schneid.,  sorbopirus
110. Sorbus L.,  oskoruša
111. Spenceria Trimen,  spencerija
112. Spiraea L., suručica
113. Spiraeanthus (Fisch. & C.A.Mey.) Maxim.
114. Tetraglochin Poepp.
115. Torminalis Medik.
116. Vauquelinia Corrêa ex Humb. & Bonpl.
117. Waldsteinia Willd., valdštajnija
118. Xerospiraea Henrard